# Creil (Nederland)
Creil is een dorp in de gemeente Noordoostpolder, in de Nederlandse provincie Flevoland. Het ligt ten noordwesten van Emmeloord, tussen Rutten, Bant en Espel. Door de dorpskern loopt de N712, via de N715 is het bij Bant verbonden met de A6. Het dorp telt 1.795 inwoners (1 januari 2023).
Creil vormt een van de groendorpen van de Noordoostpolder, wat wil zeggen dat de dorpskern ondanks diens compacte vorm veel groen kent. Het kent verder een open buitengebied die sinds het ontstaan in de twintigste eeuw op de landbouw is gericht. Het dorpsgebied is gelegen aan het IJsselmeer, maar de dorpskern zelf is meer landinwaarts gelegen. Door het dorpsgebied stromen onder meer de Creilervaart, Vuurtocht, Creilertocht, Creilerdwarstocht en de Polentocht.

## Geschiedenis

### Ontstaansgeschiedenis
Na de drooglegging van de Noordoostpolder werden er diverse plannen opgesteld voor ontwikkelen en indelen van de polder. Na de verdere inpoldering werd een merendeel aangewezen als plek voor akkerbouw. In de jaren dertig werd er door de Directie van de Wieringermeer gewerkt aan het verkavelingsplan. Creil was een van de vijf dorpen die gepland waren rondom Emmeloord. In 1946 werd echter besloten dat dit er meer moesten worden, er werd gekozen voor een verdubbeling.
Architect en planoloog Theo Verlaan werkte namens de bouwkundige afdeling van de Directie van de Wieringermeer het eerste ontwerpplan uit voor het dorp Creil. Deze zou komen te liggen aan de Creilervaart tussen de Noorderringweg en de Westerringweg. De commissie was echter niet tevreden over de precieze ligging en koos ervoor het dorp iets te verplaatsen zodat het doorkruist zou worden door de twee ringwegen via de Galemalaan, vergelijkbaar met het ontwerp voor het dorp Bant. De geplande centrale ruimte, de Graaf Florislaan werd zo door tweeën gesplitst. Een ander aanpassing van het plan was dat Verlaan in eerste instantie een zichtbaar verschil had ontworpen voor de huizen die bedoeld waren voor middenstanders en die bedoeld waren voor de landarbeiders, maar bij het nieuwe plan had hij dit idee laten varen.
De dorpskern is ontworpen op basis van een basisstramien van een assenkruis, zoals kenmerkend voor een brink. Daarbij wordt uitgegaan van een centrale ruimte met poortwerking van de hoofdstraat. Ook hield het in dat  beeldbepalende elementen zoals kerken en scholen werden verspreid. Deze vorm werd al eerder toegepast in de Wieringermeer. In 1953 begon men met de bouw van het dorp zelf, en in september 1954 werd de woningen aan de Hertogstraat als eerste opgeleverd voor bewoning.

### Herkomst van de plaatsnaam en straatnamen
Creil is vernoemd naar het Kreilerwoud, een door mythes omhulde moerasbos dat zou bestaan hebben in de vroege middeleeuwen in het gebied tussen West- en Midden-Friesland. Het bos zou door het ontstaan van de Zuiderzee gaandeweg zijn verdwenen. Kreil werd later de benaming voor een zandplaat of ondiepte, dat gelegen ten zuidwesten van Stavoren.
Volgens de mediëvist Wybren J. Buma heeft de plaatsnaam zich ontwikkeld uit een Romaans woord dat 'rijshout' betekent. Hij wijst op het woord Friese kreilen/kreil ('wilgentenen'), dat gebruikt wordt voor wild stuikgewas dat met name voorkomt op laag moerroestig land. Horde of rijshout kent meer afgeleide namen van het Laltijnse craticulum bij cratis In het Oud-Frans gaat het om creille' en greille dat naast horde vlechtwerk duidde. In het Middenelengels en modern Engels spreekt respectievelijk van krelle en creel voor een gevlochte mand of visfuik en in het Nederlands kriel voor een vismand of viskorf. Die laatste zijn meestal van wilgenhout gevluchten en gebruikt voor het vangen en bewaren van vis.
In de Wieringermeer werd de als Dorp IV opgerichte dorp Kreileroord in de jaren vijftig ook verwijzend vernoemd naar het bos en zandplaat. Ook het even verderop gelegen Kreil is meer dan waarschijnlijk er naar vernoemd. Tevens zou er aan de kust van het Aelmere, het meer voordat de Zuiderzee ontstond, een gelijknamig gehucht hebben gelegen.
De eerste straatnamen van het dorp verwijzen naar de verhalen die een verbinding hebben met het Kreilerwoud. Zo werd de Galemalaan vernoemd naar het adellijke geslacht Galama en de Graaf Florislaan werd vernoemd naar graaf Floris II, de graaf van West-Frisia en de eerste die als graaf van Holland werd genoemd. Galo Iges Galama was de edelman die leefde ten tijden van Floris II en de twee zouden ook een conflict hebben gehad over de jachtrechten in het Kreilerwoud en de eigendomsrechten. De Jachthondenstraat is vernoemd naar het feit dat Floris II Galama's jachthonden in beslag nam in het conflict. Floris II zou zelfs de dood hebben gevonden in dit conflict nadat hij ernstig gewond was geraakt.  Dit conflict werd opgeschreven door de fictieve geschiedschrijver Ocka Scharlensis in zijn kroniek, die werd gepubliceerd in de tweede helft van de 16e eeuw die voornamelijk bestaat uit mythische/fantasierijke verhalen.
De Iglo Tademastraat is dan weer vernoemd naar de sage rond de persoon Iglo Tadema, die in 808 een heel en heel diep gat liet graven op zoek naar water, de sage werd verteld in de Rodeklif en Kreil van schrijver Theun de Vries uit 1925, ook gebaseerd op de fantasierijke kroniek van Ocka Scharlensis.

### Vuurtoren en de Rotterdamse Hoek
Op de plek waar de Noordermeerdijk en de Westermeerdijk in elkaar overgaan is een hoek ontstaan waarop een vuurtoren is geplaatst. In 1950 werd op de vrij smalle kruin van de ringdijk van Noordoostpolder een 7 en halve meter hoge toren gebouw als een lichtopstand. De vuurtoren is een vierkante toren opgebouwd in baksteen. Het heeft een plat dak. Het was in de eerste jaren een gaslichtbaken, het betonningsvaartuig vanuit Enkhuizen bevoorraadde het gas. Later werd de lichtbaken geëlektriseerd. De vuurtoren deed dienst tot 2001, ook de geluidssein van de misthoorn werd toen uitgezet. Beide werden daarna van de toren afgehaald.
De benaming voor de dijkhoek was in instantie 'de twaalf kilometer', maar in de volksmond werd het later de Rotterdamse Hoek genoemd door de polderwerkers. Dit omdat de hoek van de dijk enkele jaren na de aanleg verstevigd werd met het puin dat afkomstig was uit Rotterdam, het puin dat overgebleven was van het bombardement op Rotterdam tijdens de Tweede Wereldoorlog. In 1950 werd de benaming Rotterdamse Hoek officieel bekrachtigd.

## Kerken en klokkenstoel
Creil kende een drietal kerken. De oudste kerk is de Burgwalkerk, deze dateert uit 1956. Dit was een gereformeerde kerk. Hervormde kerk werd tussen 1955 en 1958 gebouwd. Deze kerk, de Ontmoetingskerk is sinds 2014 nog de enige kerk die in gebruik is, nadat de twee Protestantse kerkgemeenschappen samengingen. De Burgwalkerk werd ontworpen door de architecten Pit van Loo en Sikke van der Mei en de Ontmoetingskerk door architect Cornelis Wilhelmus Schaling uit Amsterdam. 
In 1957/1958 werd de R.K. Sint Nicolaaskerk gebouwd. Katholieke kerk deed tot 2001 dienst, waarna het werd afgestoten. Daarbij werd besloten de klok die door de Koninklijke Klokkengieter Petit & Fritsen uit Aarle-Rixtel werd gegoten uit de toren werd gehaald en in klokkenstoel moest komen te hangen. Deze werd eerst naast de kerk geplaatst en op 1 september 2001 plechtig in gebruik genomen. Toen men in 2003/2004 bezig was met het omvormen van de kerk tot een zorg- en welzijnscentrum besloot men de klokkenstoel te verplaatsen naar de begraafplaats die gelegen is aan de Koning Radboudlaan. De klok weegt 572 kilogram, Sinds 2004 staat het voormalige kerkgebouw bekend als 'Het Saalicon'.

## Onderwijs
Het dorp kende drietal basisscholen. De oudste school waren de openbare school De Springplank en de christelijke school De Regenboog. Deze opende in 1954 de deuren. In 1957 opende ook de katholieke school Jan Roothaanschool diens deuren. In 2015 fuseerde De Springplank en de Regenboog tot een gezamenlijke school onder de naam SWS Fondali. Samen met De Regenboog zat met daarna in gezamenlijk pand, met voor beide scholen een eigen plein en ingang. In 2023 werd een gezamenlijk plein gemaakt en per 1 augustus 2024 fuseerde de twee scholen, als De Akkerbloem.

## Sport, cultuur en recreatie
Het dorp heeft anno 2024 een diverse sportverenigingen. Zo kent het een eigen ijsclub, gymvereniging, schietvereniging en een tennisvereniging. Creil kende ook ook een eigen voetbalvereniging, SC Creil, maar in 2021 fuseerde deze met SC Bant tot VV Creil-Bant. Volleybalvereniging Trivia is ook ontstaan door een fusie met enkele volleybalverenigingen uit de buurt. Jaarlijks wordt de ijsbaan Creil ook gebruikt voor een autocross, onder de naam; de Hel van Creil.
Rond het begin van februari wordt sinds 2013 de Bloembollen Vakdagen Flevoland gehouden. Dit voor en namens de bloembollen-telers, die veel te vinden zijn in de omgeving van Creil. Het is de opvolger van de  Creiler Flora, een breder floratentoonstelling, dat zich meer richtte op het publiek. Deze werd voor 14 edities in de lente gehouden.
Creil heeft een dorpshuis genaamd 'De Binkel', verder een toneelvereniging en een dorpsbibliotheek. Tijdens het carnaval staat Creil bekend als Schuimenland. De carnavalsvereniging heet De Schuimmarcheerders.

## Windpark
Sinds 2017 is het bij Creil gelegen Windpark Noordoostpolder in bedrijf. Het oorspronkelijke plan voor Windpark Creil aan de rand van de kust werd uiteindelijk opgenomen in het Windpark Noordoostpolder, dat zowel in het IJsselmeer als op het land windturbines heeft staan. 13 van de 86 windmolens die op de Noordermeerdijk staan vallen onder Windpark Creil binnen het grotere windpark.

## Geboren in Creil
- Marcel Schaapman, profvoetballer
- Heleen bij de Vaate, triatlete en duatlete.

## Fotogalerij

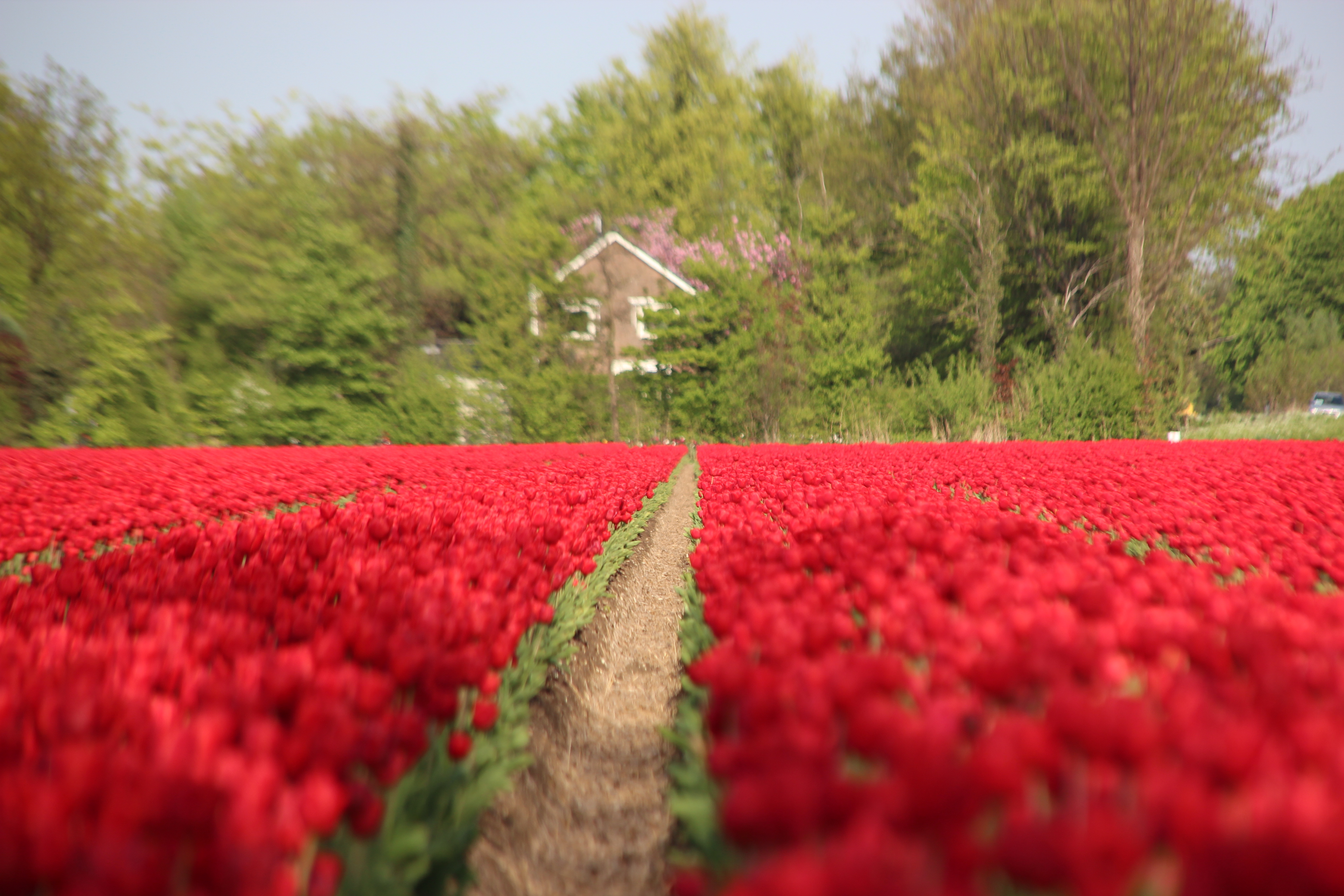
Bollenveld
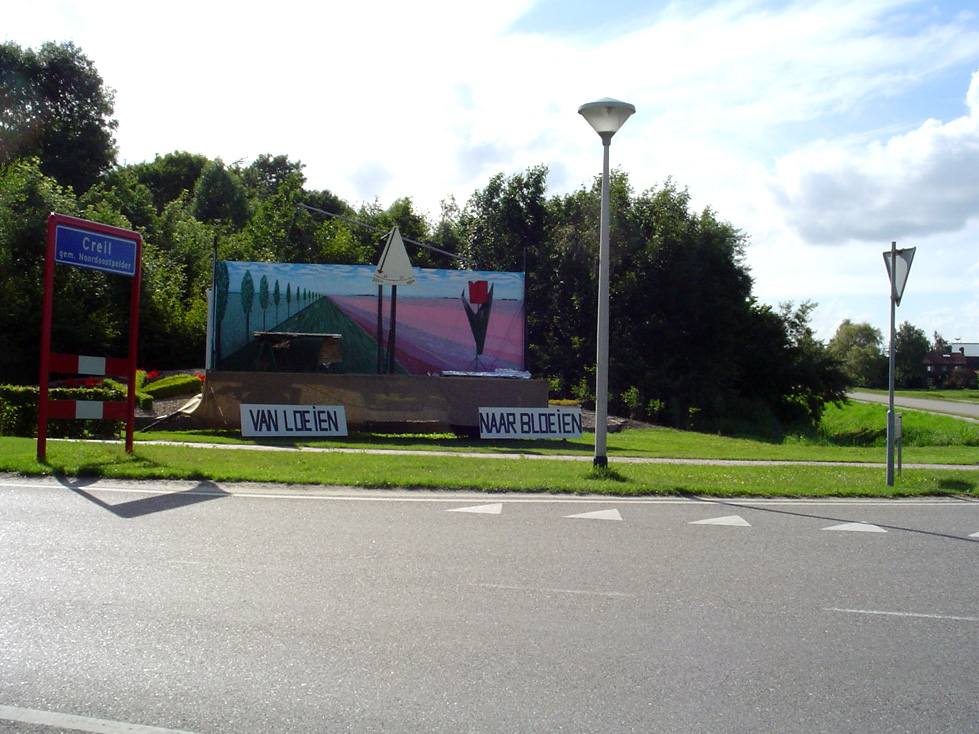
Oostelijke ingang van Creil tijdens het vijftigjarig bestaan in 2003
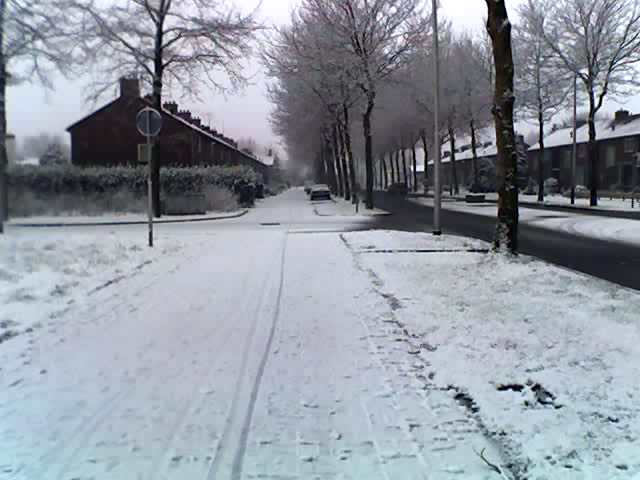
Winter aan het begin van 2005
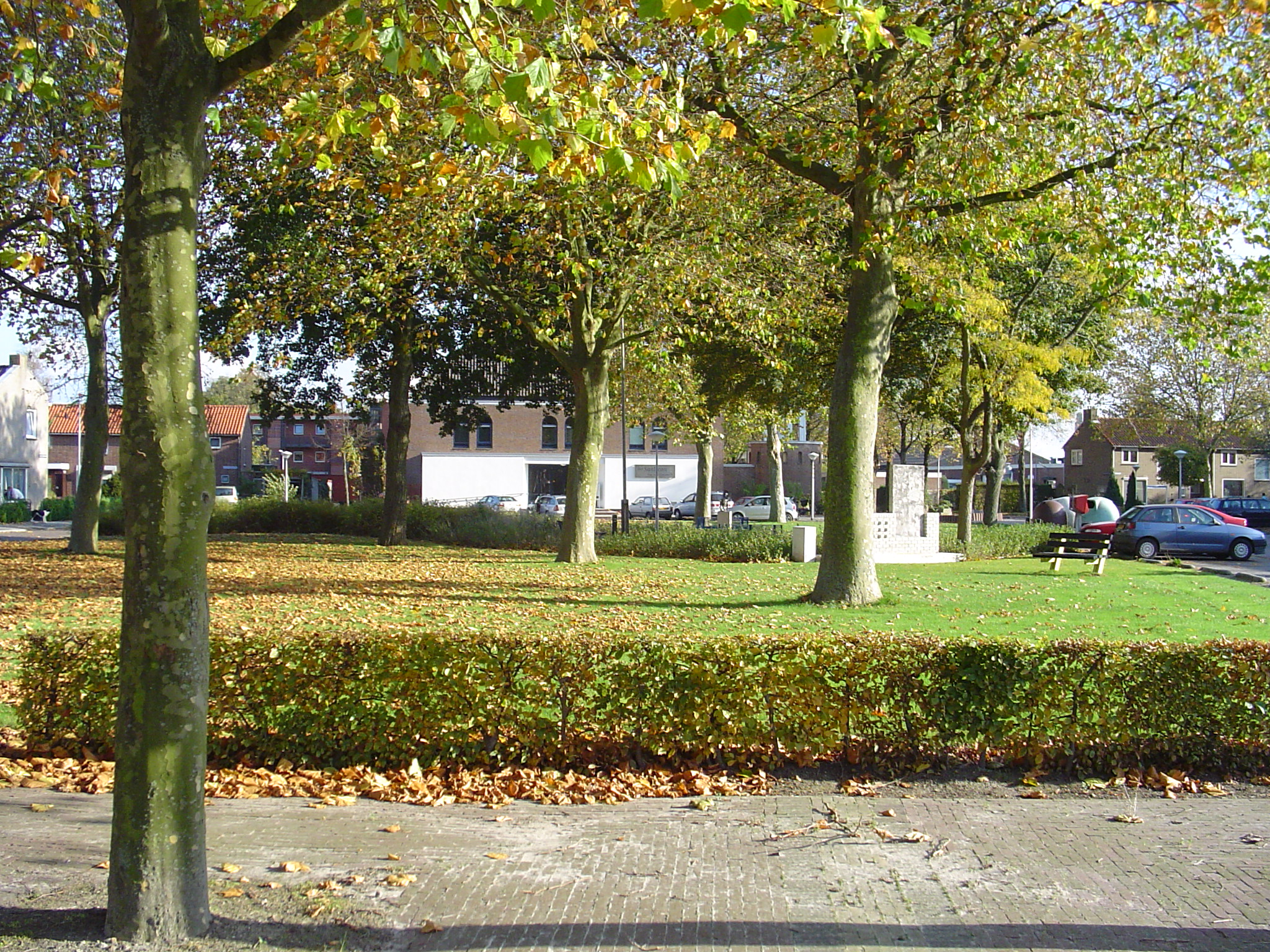
Parkje met de voormalige katholieke kerk